# Porcellio jehoensis
Porcellio jehoensis là một loài chân đều trong họ Porcellionidae. Loài này được Uchida miêu tả khoa học năm 1935.